# Gagrella semangkokensis
Gagrella semangkokensis is een hooiwagen uit de familie Sclerosomatidae.